# 瓜拉比拉
瓜拉比拉（葡萄牙語：Guarabira）是巴西帕拉伊巴州的一个市镇。总面积180.764平方公里，总人口56136人，人口密度310.5人/平方公里。